# Lepanthes acuminata
Lepanthes acuminata és una espècie d'orquídia epífita originària de Mèxic fins al nord de Veneçuela.
De totes les espècies petites de Lepanthes aquesta pot reconèixer-se fàcilment pels sèpals llargament acuminats i els pètals carnosos i de dos lòbuls, amb els llops orbiculars i àmpliament arredonits.

## Descripció
Té tiges secundàries de 4–6 cm de llarg. Fulla el·líptica, de fins a 3,5 cm de llarg i 2 cm d'ample, l'àpex acuminato, 3-dentat, verd. La inflorescència amb 1–7 raïms sobrepassats per la fulla, amb fins a 13 flors successives, peduncle d'1,2 mm de llarg, les flors groguenques amb poques taques roges als pètals i el label, la columna vermellosa; els sèpals lanceolats, de 7 mm de llarg i 2,5 mm d'ample, llargament acuminats, glabres, els laterals units a les bases; pètals transversalment 2-lobats, els llops orbiculars, 2,5 mm de llarg i d'ample, arredonits, glabres; label 2-lobat amb un apèndix en el si, oblong, 1,5–2 mm de llarg, cel·lular-glandular, l'apèndix molt petit i diminutament pubescent; columna d'1,5 mm de llarg; ovari d'1 mm de llarg.

## Distribució i hàbitat
Es troba a Mèxic, Belize, El Salvador, Guatemala, Hondures, Nicaragua, Costa Rica i Veneçuela com una orquídia epífita petita, que prefereix la calor al fred, habita el bosc humit de muntanya, els boscs nuvolosos i els troncs i branques dels arbres en altures de 1.000–1.600 m. La floració es produeix en novembre–gener.

## Taxonomia
Lepanthes acuminata fou descrita per Rudolf Schlechter i publicada en Repertorium Specierum Novarum Regni Vegetabilis 10(254–256): 355. 1912.
Etimologia

Lepanthes: nom genèric que deriva de dues paraules llatinitzades gregues: λεπίς, λεπίδος (Lepis), que significa 'escala'; i άνθος, άνθεος (anthos), que significa 'flor', en referència a les flors d'aquest gènere en capes o tal vegada per la textura del llavi.
acuminata: epítet llatí que significa 'disminuint gradualment cap a un punt'.
Sinonímia

- Lepanthes acuminata subsp. acuminata[4][5]